# Kleifarvatn

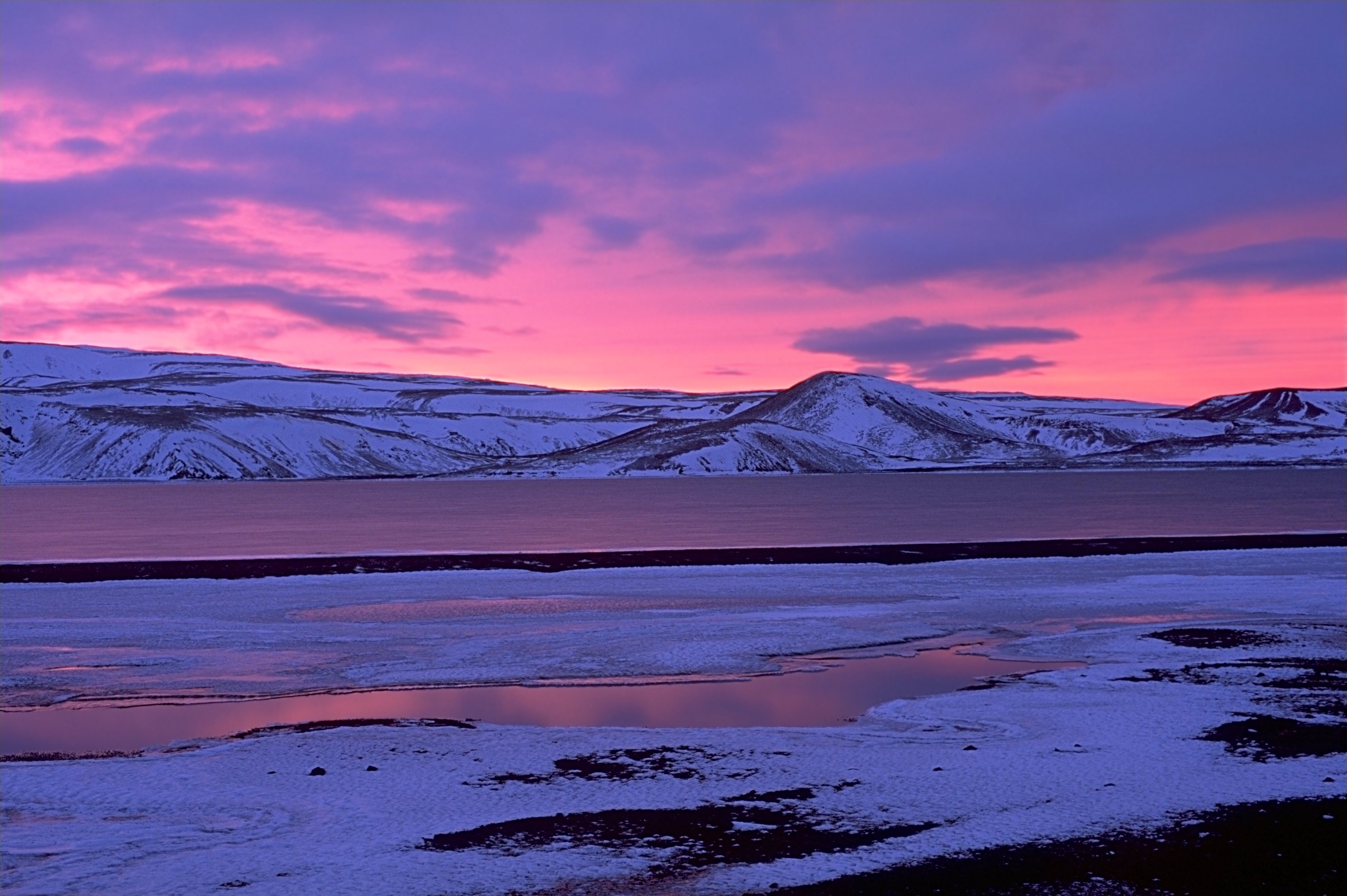
A Kleifarvatn tó egy téli reggelen

A Kleifarvatn-tó a legnagyobb tó a Reykjanes-félszigeten, Izland délnyugati részén található, nem messze a fővárostól Reykjavíktól. A tavat egy gyalogúton keresztül lehet elérni. A tó egy melegvízű állóvíz, melyet a vulkáni utóműködés miatt feltörő hőforrások táplálnak. 2000-ben egy nagy földrengést követően a tó vízszintje elkezdett apadni és vízfelülete 20%-kal zsugorodott. A későbbiek során a hőforrások visszapótolták a tó vizét, amely újra a korábbi szinten van.

## Fordítás
Ez a szócikk részben vagy egészben  a   Kleifarvatn című angol Wikipédia-szócikk ezen változatának fordításán alapul.  Az eredeti cikk szerkesztőit annak laptörténete sorolja fel. Ez a jelzés csupán a megfogalmazás eredetét és a szerzői jogokat jelzi, nem szolgál a cikkben szereplő információk forrásmegjelöléseként.